# Trichodoridae
Trichodoridae är en familj av rundmaskar. Enligt Catalogue of Life ingår Trichodoridae i ordningen Triplonchida, klassen Adenophorea, fylumet rundmaskar och riket djur, men enligt Dyntaxa är tillhörigheten istället ordningen Dorylaimida, klassen Adenophorea, fylumet rundmaskar och riket djur. Enligt Catalogue of Life omfattar familjen Trichodoridae 5 arter. 
Kladogram enligt Catalogue of Life och Dyntaxa:
| Trichodoridae | \| \| Paratrichodorus \| \| \| \| \| \| Trichodorus \| \| \| \| |
|               | \| \| Paratrichodorus \| \| \| \| \| \| Trichodorus \| \| \| \| |
|               | Diphtherophoridae                                               |
|               |                                                                 |
|               | Paratrichodorus                                                 |
|               |                                                                 |
|               | Trichodorus                                                     |
|               |                                                                 |

|  | Paratrichodorus |
|  |                 |
|  | Trichodorus     |
|  |                 |